# Alchemilla atropurpurea
Alchemilla atropurpurea är en rosväxtart som beskrevs av S.E. Fröhner. Alchemilla atropurpurea ingår i släktet daggkåpor, och familjen rosväxter. Inga underarter finns listade i Catalogue of Life.